# Лёк-Кем (приток Воли)
Лёк-Кем (Лёк-Кэм) — река в России, протекает через Усть-Куломский район Республики Коми. Устье реки находится в 99 км по правому берегу реки Воль. Длина реки составляет 16 км.

## Данные водного реестра
По данным государственного водного реестра России относится к Двинско-Печорскому бассейновому округу, водохозяйственный участок реки — Вычегда от истока до города Сыктывкар, речной подбассейн реки — Вычегда. Речной бассейн реки — Северная Двина.
Код объекта в государственном водном реестре — 03020200112103000013889.